# Erik Varden
Erik Varden, O.C.S.O. (nascido em 13 de maio de 1974) é escritor espiritual católico romano norueguês e bispo-prelado da Prelatura Territorial Católica Romana de Trondheim desde 1 de outubro de 2019.

## Vida
Pe. Varden nasceu em uma família luterana não praticante no sul da Noruega e cresceu na aldeia de Degernes. Após a educação escolar em seu país natal, ele continuou a estudar no Atlantic College, País de Gales (até 1992) e depois no Magdalene College da Universidade de Cambridge (1992-1995) com mestrado em artes. Ele se juntou oficialmente à Igreja Católica em junho de 1993. Também fez doutorado no St. John's College, em Cambridge, e licenciou-se no Pontifício Instituto Oriental, em Roma. Entre 2011 e 2013, foi professor de língua siríaca, história monástica e antropologia cristã no Pontifício Ateneu de Santo Anselmo, em Roma.
Ele se juntou à Mount St Bernard Abbey, mosteiro trapista perto de Coalville, na Inglaterra, em 2002; ele fez uma profissão em 1 de outubro de 2004 e uma profissão solene em 6 de outubro de 2007, e foi ordenado sacerdote em 16 de julho de 2011, para esta comunidade pelo bispo Malcolm McMahon.
Pe. Varden deixou de lecionar no Santo Anselmo em Roma e retornou à sua abadia em 2013, devido à sua nomeação como Administrador Superior. Em 16 de abril de 2015, o Dr. Erik Varden tornou-se o décimo primeiro abade da abadia de Mount St Bernard, após uma nova eleição tornando-se também o primeiro abade a nascer fora da Grã-Bretanha ou Irlanda. Ele também é autor de livros e artigos no campo da espiritualidade e monasticismo cristão. Ele também é músico e estudou canto gregoriano sob a direção de Mary Berry, mais tarde co-fundador do Chant Forum com Dame Margaret Truran, da Abadia de Stanbrook. Em 2015, o abade Varden foi entrevistado como parte de um documentário da BBC Four, Saints and Sinners: Millennium of Monasteries, da Dra. Janina Ramirez.
Em 1 de outubro de 2019, foi nomeado pelo Papa Francisco como Prelado da Prelazia Territorial de Trondheim, na sua Noruega natal, que ficou vago nos últimos dez anos. A consagração do Pe. Varden estava programado para 4 de janeiro de 2020, mas foi adiado devido a um período sabático que pediu e cumpriu, e às restrições do COVID-19 que se seguiram. O bispo de Oslo, Bernt Ivar Eidsvig CRSA, o consagrou bispo em 3 de outubro de 2020. Os co-consagradores foram o prelado de Tromsø, Berislav Grgić, e o bispo de Copenhague, Czeslaw Kozon.